# Cercle Sportif Racing Uccle
CS Racing Uccle was een Belgische voetbalclub uit Ukkel. De club werd in mei 1973 opgericht en sloot een maand later aan bij de KBVB met stamnummer 7949.
In 1982 fuseerde de club met R. Léopold FC.

## Geschiedenis
CS Racing Uccle werd opgericht in 1973 en sloot datzelfde jaar aan bij de KBVB.
De club speelde oorspronkelijk in het blauw en wit, de kleuren van de gemeente Ukkel, maar veranderde in 1977 naar zwart en wit.
In het derde jaar bij de KBVB werd CS Racing Uccle kampioen in Vierde Provinciale en mocht naar Derde Provinciale.
Daar had de club het erg moeilijk en nadat men in het eerste jaar het behoud had weten te verzekeren, eindigde men in 1978 als laatste in de reeks en keerde men terug naar de onderste afdeling.
In Vierde Provinciale werden nog drie plaatsen in de bovenste helft van de rangschikking behaald, maar in 1982 besloot men te fuseren met buur R. Léopold FC, het eigen stamnummer ging verloren, men ging verder onder de naam R. Léopold FC d'Uccle.